# Melanonidae

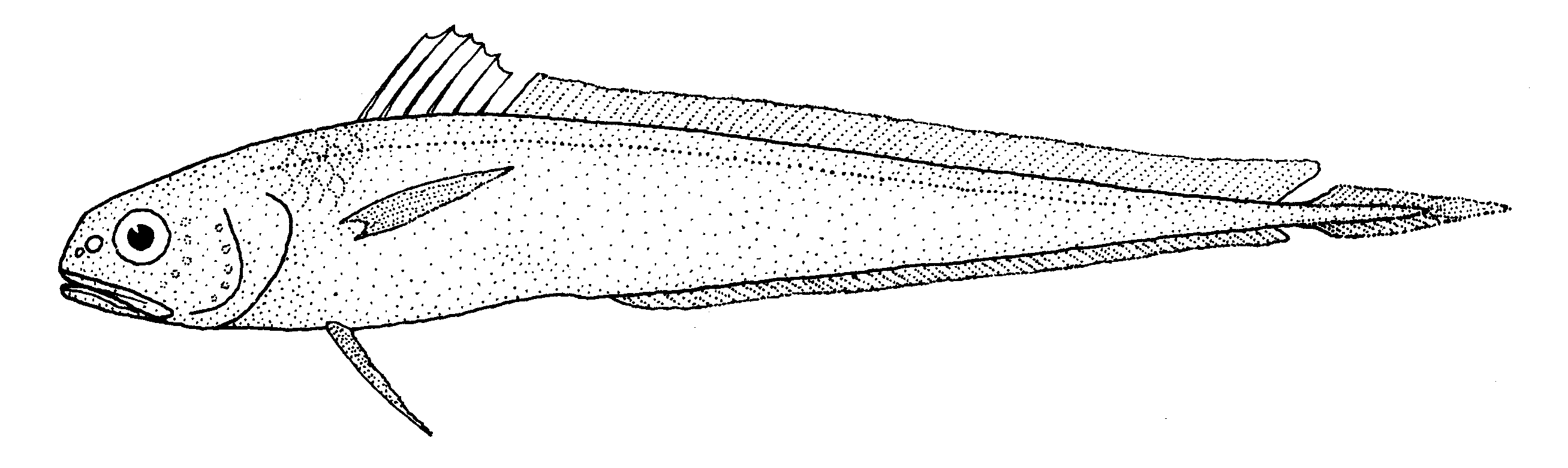
Dibujo con detalles.

Los bacalaos pelágicos son la familia Melanonidae, peces marinos del orden Gadiformes. Se distribuyen por el sur del océano Atlántico y océano Pacífico. El nombre de la familia procede del griego melanos, que significa "con pigmentación negra".
Son peces exclusivamente marinos, meso y batipelágicos.

## Anatomía
Tienen dos aletas dorsales, la segunda confluente con una puntiaguda aleta caudal; no presentan bigotes junto a la boca.
Son de pequeño tamaño y no muy abundantes, que se distinguen por tener un pedúnculo caudal característico muy delgado así como unos distintivos órganos con terminaciones nerviosas en la cabeza.

## Géneros y especies
Existen sólo dos especies válidas en esta familia y género:
- Género Melanonus:
  - Melanonus gracilis (Günther, 1878)
  - Melanonus zugmayeri (Norman, 1930)